# 仙台市立枡江小学校
仙台市立枡江小学校（せんだいしりつ ますえしょうがっこう）は、宮城県仙台市宮城野区にある公立小学校。

## 概要
与兵衛沼の向かいにある小学校であり、付近には横断歩道がないため児童専用の地下道が整備されている。

## 沿革
- 1981年（昭和56年）4月1日 - 仙台市立鶴谷小学校と仙台市立幸町小学校より分離開校[1]

## 学区
安養寺1丁目と3丁目の一部、2丁目の全域、蟹沢の一部、幸町3丁目の一部、4丁目、幸町5丁目の一部、二の森の一部、枡江

## 進学先中学校
- 仙台市立西山中学校と仙台市立幸町中学校に分かれる[2]。